# Bogdányi Evelin
Bogdányi Evelin (Kapuvár, 1996. december 15. –) labdarúgó, kapus. Jelenleg[mikor?] a Győri ETO labdarúgója, kölcsönben a Viktória FC csapatánál.

## Pályafutása
2010-ben a Soproni FAC csapatában kezdte a labdarúgást. 2012-ben igazolt a Győri ETO-hoz. 2013 tavaszán félévre kölcsönben a Viktória együttesében szerepelt és bajnoki bronzérmet szerzett. 2013 nyarán újabb egy évvel meghosszabbították a kölcsönadást

## Sikerei, díjai
- Magyar bajnokság
  - 3.: 2012–13